# Огнём и мечом (аниме)
«Огнём и мечом» (яп. ガン×ソード, дословно "Пистолет x Меч") — японский анимационный телесериал производства AIC A.S.T.A, придуманный режиссёром Горо Танигути и изображённый Хидэюки Куратой.

## Сюжет
История повествует о жизни на планете Бесконечная Иллюзия. Главный герой по имени Ван преследует убийцу своей невесты (Человека-с-Клешней), по пути спасая девочку по имени Венди. Они вместе продолжают путешествие, так как брат Венди также был похищен злодеем. Для противостояния злу главный герой имеет специальные доспехи.
Но существует и команда, имеющая такие же особые доспехи, как и у Вана, и все они следуют за Учителем. У него есть своя мечта, в которую он заставляет поверить многих людей: он хочет сделать их счастливыми, чтобы их ничего не беспокоило, и везде было только счастье, но для этого нужно уничтожить всех людей на планете. С этим не согласна команда Вана, и они пытаются помешать планам Учителя.

## Персонажи

### Основные
- Ван — главный герой, высокий, неэмоциональный человек, однако слыша новости о человеке с клешней сразу же превращается в человека, одержимого местью наказать убийцу своей невесты, Елены. Носит свадебный смокинг, чем вызывает любопытство у окружающих. У него есть две страсти: специи и доспех Данн. Всё время забывает имена, что не нравится окружающим девушкам. Заботлив, хотя в обычной жизни этого не показывает, однако можно видеть как он заботится о Венди во время болезней. После каждого сражения получает разные прозвища, будь то «Миляга», «Восходящее солнце» и т. д. Возможно, невеста Вана отказала человеку с клешней в сотрудничестве и была им убита в день свадьбы. Из воспоминаний Вана ясно, что Елена была учёным и познакомилась с ним во время экспериментов с доспехами Данна. Конец сериала указывает на возможное воссоединение с Венди.
- Венди Гаррет — застенчивая девушка. Многие считают её ребёнком, однако она себя уже им не ощущает, что в конце телесериала замечает Ван. Увязалась за Ваном, чтобы отыскать своего брата Михаэля. В течение всего приключения пытается воспитывать Вана, а также заботится о нём. При себе всегда имеет пистолет своего брата с одной пулей. У неё есть маленькая черепашка Камео, которую она носит у себя на груди, как память о брате. На просьбы вернуться домой отвечает отказом. С самого начала сериала влюблена в Вана, однако он не отвечает ей взаимностью. Имеет привычку оставлять себе какую-нибудь вещь в качестве сувенира (перчатки, головоломка Вана, пакетик от сухариков Присциллы и т. д.) после каждого приключения. Впервые появляется в 1 серии. Тяжело переживает фанатизм брата в непогрешимость Учителя.
- Кармен 99 — настоящее имя Карула Мендоса (Мендоза). Прямолинейна, талантливый наёмник, разделяет личную жизнь и приоритеты с бизнесом. Ушла из своего города, чтобы отыскать лучшую жизнь, так как в родном городке её никто не понимал. Испытывает симпатию к Вану. Впервые появляется в эпизоде 2.
- Рэй — хладнокровный, безжалостный, одинокий человек. Но он не всегда был таким. Когда была жива его жена, Рэй был полной противоположностью себе сегодняшнему. После того как человек с клешней убил его жену, отказавшую в сотрудничестве, он задался такой же целью как и Ван. В одном из проектов совместно с женой и своим младшим братом создал доспех «Вулкан». На просьбы брата вернуться домой, отвечает отказом. Все время соперничает с Ваном. Впервые появляется в эпизоде 4. Благодаря вмешательству Рэя, Ван получает время для финальной атаки. Был убит приспешниками Учителя, чему даже рад, потому что после смерти его душа наконец встретилась с душой любимой. Существование после смерти любимой считал затянувшимся, нехорошим сном.
- Джошуа — болтливый, пуганный, умный паренек. Он может починить любую техническую вещь, разработать план по уничтожению любого механизма. Волнуется за своего старшего брата, все время предлагает ему вернуться назад, но получая в ответ «нет», все равно преследует его и не оставляет надежды на возвращение. Главной заботой своей считает «Защита красивых девушек от бед». Обрел друга в лице Вана, правда Ван об этом не подозревает. Впервые появляется в эпизоде 8.
- Присцилла — веселая, не унывающая девушка, влюблённая в Вана. У неё есть доспех, который ей достался от матери, однако он не такой как у всех остальных, она управляет им при помощи своих движений. Встречается с главным героем на турнире брони. Выиграв турнир, получает гонорар: деньги и корабль. Не может принять решение остаться в семье или последовать за Ваном, но после того как появляется Джошуа, принимает решение догнать своего возлюбленного. Впервые появляется в эпизоде 14.
- Команда «Эльдорадо 5» — команда состояла раньше из 5 людей: Хосе, Неро, Баррио, Сарлоса и Чезуру. Однако по неизвестным причинам их осталось 4 (в телесериале не было сказано куда подевалась Чезуру (Тидзуру), но есть косвенные отсылки к тому, что она умерла). Задорные старички, которые не прочь выпить и пытаются всех споить! Защитили свой город, от нападения сумасшедшего на мехе. Впервые появились в эпизоде 3.
- Юкико — внучка Чезуру. Добрая, отзывчивая девушка. Следит за кафе своей бабушки, которое досталось ей по наследству. В хороших отношениях с командой «El Dora», в которой была её бабушка. Хочет покинуть свой город, но не может из-за любви в нему. Однако позже отправляется с командой «El Dora» на помощь к Вану. Впервые появляется в эпизоде 3.
- Человек с клешней/учитель — человек, который мечтает сделать мир счастливым, без насилия, без преступников. Пытается донести свою идею до остальных людей, многие к нему присоединились. Однако приобретает себе главных врагов в лице Вана и Рэя, убив их возлюбленных. Создаёт свою команду, у которых есть доспехи. Землянин, прибывший на планету в составе последнего корабля. В результате конфликта в команде корабля, лишился руки и ноги, впоследствии заменённых протезами. Личность противоречива: с людьми, которые ему верны терпелив, тактичен, признает свои ошибки, вежлив, снисходителен, но с непокорными проявляет замашки психопата- убийцы. Пытается выглядеть вселенским благодетелем, по аналогии с Иисусом, на самом деле холодный, расчетливый, требующий фанатичного служения от своих сторонников. Любое проявления чувств считает остатками нечистоты человеческой натуры. Впервые появляется в эпизоде 12.

### Члены команды учителя
- Михаэль/Майкл Гаррет — брат Венди. Всю жизнь заботился о своей младшей сестре, но когда на родной город напала банда Лаки, ушел защищать Эвергрин. Не вернулся после сражения. Присоединился к команде учителя для того, чтобы улучшить жизнь на планете. Но для этого ему нужно забыть о прошлом, о том что у него есть сестра и что о ней не надо больше заботиться, однако до конца не может этого сделать. Михаэль продолжает заботиться о своей сестре отсылая ей деньги на счёт. Ненавидит Вана за то, что тот умудрился перетянуть Венди на свою сторону и т. д. Испытывает чувства к Фасалине. Фанатично предан Учителю. В припадке злости чуть не убивает собственную сестру. После победы команды Вана, теряет прежнюю решимость и растерян. Погибает под обломками при разрушении научного центра. Впервые появляется в эпизоде 11.
- Фасалина — девушка с неясным прошлым, по её словам торговавшей своим телом. В команду учителя попала от несчастной жизни и попытки изменить свою жизнь. Расчетлива, не эмоциональна, считает своей задачей защиту учителя, готова пожертвовать собой ради него. Считает за комплимент, когда сравнивают с Учителем. Для устранения сомнений Михаэля, вступает с ним в интимную связь. Впоследствии испытывает чувства привязанности к Михаэлю. Погибает вместе с ним. Впервые появляется в эпизоде 11 (уже как полноправный герой телесериала)
- Ву — приспешник человека с клешнёй. Возможно отпрыск благородного семейства, его семья владела замком и целым городом. Будучи подростком попадает под влияния Учителя и в припадке ярости убивает собственную мать. Его личность разрывается между виной за смерть матери и беспрекословным служением Учителю. В результате моральная дилемма приводит к безумию. Убит Ванном.
- Гадвед — в прошлом друг Вана. Работал в совместном проекте с невестой Вана, Еленой. Прекрасно разбирается в принципах работы доспехов. Благодаря ему Ван научился управлению Данном. После убийства Елены, завершает проект Данна и внедряет в тело Ванна имплантаты для управления доспехом, спасая тем самым тому жизнь.
- Каросса и Мелисса — брат и сестра, полная противоположность друг друга, Мелисса тихая, застенчивая, пугливая; Каросса задиристый, бойкий, готов убить каждого, кто обидит его сестру. Созданы в ходе эксперимента по клонированию отцом сестер-близняшек Л и Р. Упрямство брата приводит к гибели обоих.

## Медиа-издания

### Список серий
| №  | Название серии | Дата выпуска |
| -- | --- | ------------ |
| 1  | Танец ветреного фрака Ван забрел в городишко Эвергрин в поиске еды и случайно спасает девочку Венди от бандитов, которые собирались её убить. Венди просит теперь спасти и город от банды Лаки, но главный герой отказывается. Молодой человек забрел в кафе, где сидела банда Лаки со своим предводителем. Лаки предлагает сыграть на удачу и проигрывает. Позже Локи сражается с Ваном на доспехе и проигрывает Вану. | 05.07.2005   |
| 2  | Забавный поток Ван и Венди пришли в город-мост, там молодой человек встречает знакомую Кармен 99. Венди и Кармен сразу же друг друга не взлюбили. Город кажется нормальным, но почему-то дальше на мост их не пускают. Позже случается самое странное, мэр города приказывает, чтобы сначала через тоннель прошли женщины, а через несколько дней остальные жители. Венди собирается пройти. Ван просит, чтобы Кармен приглядела за девочкой. Выясняется, что женщины нужны для увеличения населения будущей империи. Ван узнает о намерениях мэра из записей и мчится на выручку. Истерика Венди выигрывает некоторое время для атаки Вана.                | 12.07.2005   |
| 3  | Возвращение героя Ван и Венди дошли до нового городка, напоминающий какой-либо испанский городок. Зайдя в кафе, увидели картину, подвыпившие старички спорили с молодежью о том, что они крутые, что они раньше защищали этот город от напастей. Но молодежь не верила в это. Венди познакомилась с владелицей кафе, Юкико. В то время как Ван познакомился со стариками. На следующее утро Ван проснулся от похмелья, а на город напал сумасшедший со своим механизмом (меха). | 19.07.2005   |
| 4  | И падет дождь Ван отбивает удары сумасшедшего идиота с мехой. Венди замечает, что с Ваном что-то не так. И она права, Ван заболел. Венди, найдя пещерку, ухаживает за Ваном. Протирая его тело, она замечает, что у главного героя на весь живот странная паукообразная метка. В этот момент Ван просыпается и кричит на Венди, чтобы она убиралась назад в свой Эвергрин, а после кричит имя «Елена». Девочка понимает, что без лекарств ей не обойтись, и отправляется в городок за ними. | 26.07.2005   |
| 5  | Охранники близнеца Ван и Венди забредают в странный городок. И видят ужасающую картину, две собаки-близнецы убили друг друга. Позже эта картина объяснена. Компашка забрела в город близнецов, которые враждуют между собой. Именно в этот момент появляется Кармен и говорит о каком-то контракте. Позже Кармен все им объясняет, близнецы враждуют, так как только победившая сторона сможет открыть врата, в которых скрыто наследство. Предводители две близняшки девушки Л и Р, Р наняла как телохранителя Вана, в обмен на информацию, а Л наняла прибывшего другого наемника, Рэя Лангрена.                                                          | 02.08.2005   |
| 6  | Из искры возгорится пламя Главные герои попали в город Парадная Гавань. Обедая в кафе, они подверглись нападению двух влюбленных, которые хотели отобрать доспех Вана и продать его, чтобы закатить шикарную свадьбу. Ван против такого, ведь Данн — это его жизнь. Но влюбленные не хотят отступать, ведь им нужны деньги, поэтому они начинают всячески преследовать путешественников. | 09.08.2005   |
| 7  | Имя мне — «Месть» Напав на след человек с клешней, Ван и Венди сели на теплоход, однако корабль сломался и капитан судна попросил высадиться двум путешественникам. К несчастью главных героев это были пираты. Причалив к острову Ван и Венди встретили человека, который предложил своё жилье, не прося ничего взамен. Вану сразу это место не понравилось. | 16.08.2005   |
| 8  | Связанный Кровью На пути путешественникам встречается парень Джошуа, который бежал от мехи-дракона. Но пытаясь скрыться, Ван теряет свой меч. Разработав план, Ван посылает паренька отвлечь меху, а сам полезет за мечом. В этот момент появляется Рэй. Джошуа просит вернуться Рэя домой. Оказывается, что они братья. Но Рэй отказывается и уходит под землю со своим доспехом. Ван, Венди и Джошуа приходят в родной город паренька. Венди и Джошуа рассматривают фотографии мехи-дракона и пытаются найти слабое место. А Ван встречает Рэя в кафе. | 23.08.2005   |
| 9  | Возвращение Блудной Кармен Ван, Венди, Джошуа встречают Кармен и просят её довезти до Тринолии, чтобы отыскать Финдрэя. Оказывается, что Тринолия это родной город Кармен, откуда она сбежала 6 лет назад. А Финдрэй это отец её лучшей подруги. Появившись в городе, Кармен не может узнать свой город, ведь раньше её все ненавидели, а теперь приветствуют как подругу. Позже они появляются на пороге дома Финдрэя. Лучшая подруга рада видеть Кармен. Они вспоминают детство, но Хаэта (подруга) запрещает Кармен заходить в их садик, потому что там ничего больше нет. В этот момент появляется незнакомка в городе.                                 | 30.08.2005   |
| 10 | Спасибо, океан! Ван, Венди и Джошуа прибыли в город Миневра, чтобы отсюда добраться до Джонет, но поезда отменили из-за теракта со стороны пиратов. Компания начала рассуждать как же им добраться. Джошуа предложил на Данне проехаться, но Ван отказал ему в этом. Одна девушка услышала, что у кого-то есть доспех и предложила главному герою вступить на работу в качестве охранника груза, который должны на следующий день поднять со дна. | 06.09.2005   |
| 11 | Там, где живёт разлука Прибыв на Джонет, Венди видит своего брата и устремляется к нему по рельсам, однако в этот момент шел поезд. Ван и Джошуа сначала было подумали, что её раздавило, но поняли, что Венди успела перебраться на другую сторону, но куда-то подевалась. Они возглавили поиски. В это время Кармен получила код расшифровки с зелёной пластины, а Михаэль завел трудный разговор для Венди, а именно о возвращении домой. | 13.09.2005   |
| 12 | И нет тем дням возврата Венди решила отправиться домой, Кармен — понять код расшифровки, а Ван — найти человек с клешней, однако ему на пути встречается его старый друг Гадвед, который предложил свою помощь в поиске. Джошуа уговорил Венди подождать его немного и побежал за Ваном. Когда он вернулся, девушка уже ушла. Кто-то вызвал Кармен по громкоговорителю, она подумала, что это Ван наверное, однако это оказалась та девушка (Фасалина), которая была у Хаэты. Венди перед поездкой домой зашла в висячий садик и встретила мужчину, который рассказал о своей мечте.                                                                        | 20.09.2005   |
| 13 | По дороге к мечте Рэй, Джошуа, Венди, Кармен, Человек с клешней и Фасалина в висячем саду, в то время как Ван с Гадведом дерутся на доспехах. А Михаэль проводит восстановительные операции своего доспеха Саудади. Джошуа пытается отговорить Рэя от бессмысленного убийства. Человек с клешней предлагает Рэю стать одним из семи вершителей, Венди просто наблюдает со стороны, а Кармен и Фасалина ведут бой. Рэй не выдерживает и стреляет в когтявого, однако пуля не достигла своей цели. | 27.09.2005   |
| 14 | Стремительная Брауни Ван, Венди и Кармен оказались в числе зрителей на бое в доспехах, а в это время Джошуа лечится в больнице после ранения. Владелец компании РВС предлагает Вану выступить от лица его компании на бое, для того чтобы главная претендентка Присцилла на победу не выиграла. Ван соглашается, но это не честный бой получается, ведь до этого компания РВС заключила контракт с другим доспехом, а Присцилла надеется на честный бой. | 04.10.2005   |
| 15 | Новые избранные Ван и Венди почти потратили все деньги. Чтобы раздобыть немного денег, Ван предлагает пойти в казино, однако Венди не поняла принцип работы рулетки и отправилась на черепашьи бега, выставив на поле Камео. Выиграв деньги, главные герои отправились на дирижабле в пункт назначения, однако на их пути встал человек из Семи Вершителей, Ву. Он хочет остановить человека, который все время мешается под ногами учителя. | 11.10.2005   |
| 16 | Электрический Фейерверк Ван очнулся после сражения. А Венди заболела, молодой человек отправился на поиски еды и врача, однако в городе они оказались одни. На другом берегу стояла Метса, доспех Ву, и Вана снова обуял страх. Ведь Ву дал ему 3 дня для того, чтобы компашка убралась из города и больше не вставала на пути учителя. Ван не может одолеть противника, потому что он не знает всей возможности Данна. Главный герой предлагает сбежать от этой проблемы Венди. | 18.10.2005   |
| 17 | Мчась к неизвестной координате Ван и Венди встретились со своими друзьями, а неизвестной координатой оказалось Королевство Купальников. Но не понятно, почему человеку с клешней потребовалось это место. Чтобы все разузнать, девушки отправляются в это королевство. Однако им предстоит испытание пройти для того, чтобы подобраться к королеве. А это не так легко. Ведь это водное испытание. Никто кроме Венди не умеет плавать. В это время в этом Королевстве появляется Фасалина. | 25.10.2005   |
| 18 | Вся надежда на Саудади Михаэль почти завершил свою операцию с Саудади. Команда, которая помогала ему в этом, заметила, что в нём остались ещё эмоции. В момент, когда команда рассуждала о смещении учителя, Михаэль появился на пороге. Они объяснили ему, цель учителя- это осчастливить всех людей на планете, избавить их от печали, но чтобы это сделать, нужно уничтожить человечество. | 01.11.2005   |
| 19 | Конец надежды Компашка путешествует уже по тоннелю третий день, а выхода все нет. Мелисса и Каросса прибыли к выходу из тоннеля, чтобы уничтожить Вана, потому что Каросса хочет, чтобы учитель позволил не только Михаэля, но и его. В тоннеле компашка подверглась нападению драконов-мехов. На борьбу с ними осталась Эль Дора и Брауни, остальные продолжили следовать по тоннелю. Корабль достиг места, где Ван мог бы вызвать Данна. В этот момент из-под земли появляется Вулкан, а со стороны выхода возникли Мелисса и Каросса. Два страшных сражения, кто выйдет победителем.                                                                     | 08.11.2005   |
| 20 | Прекрасная вселенная Михаэль пытается понять, все ли верно делает учитель, Фасалина вызывается ему помочь все понять. Компашка Вана выбралась наконец из тоннеля и направляется к какой-то базе, на ней они обнаруживают двух раненных и карту. Один из раненных приходит в себя, увидев Венди, начинает кричать, что Михаэль и учитель все уничтожат, чтобы достигнуть цели, что Михаэль монстр, которого нужно уничтожить. Похоронив обоих раненных, Ван сказал: «Если мне кто-то будет мешать, то всех уничтожу!» эта фраза относилась и к брату Венди. Михаэль и Фасалина прибывают на корабль компашки и пытаются их убедить, что цель учителя благая. | 15.11.2005   |
| 21 | Желание в небе, мир на Земле Фасалина вызвала свой доспех Далиа, чтобы остановить Вана. Михаэль отправился на базу, чтобы продолжить план учителя. А Кармен, Венди и Присцилла отправились на базу учителя. На базе Венди получила предложение сходить на свидание. | 22.11.2005   |
| 22 | Ради кого? Саудади уничтожил базу Данна. Теперь Вану грозит смерть, но есть шанс его спасти. Нужно всего лишь отправить его на другую станцию другого доспеха, была выбрана база Дьябло. А Венди впервые побывала на свидании с когтявым. Однако она его не убила, ведь ей была нужна информация от него. Когда девушка вернулась и рассказала, что была с когтявым, то Ван разозлился на неё. | 29.11.2005   |
| 23 | Всеобщая песнь Ван прибыл на станцию Гадведа и проводит лечебные процедуры, Саудади достиг Луны, но там находится что-то вроде космического корабля. Учитель ему объяснил, что это и есть космический корабль, на Луну бежали люди с Земли, чтобы улучшить мир, однако начались размолвки в обществе. Для того чтобы осуществилась цель учителя, нужно сделать так, чтобы Луна упала на Землю. Компашка Вана решила продолжать сражаться, если они не продолжат, то конец всему миру. | 06.12.2005   |
| 24 | Крах мечты Битва продолжается. Эль Дора и Брауни защищают корабль с тыла, а Рэй расчищает дорогу, но на пути ему повстречалась Фасалина со своим доспехом Далия. Но через некоторое время она исчезает, её призвал учителя, чтобы она понаблюдала за рождением новой планеты. Позже она возвращается на поле битвы. Старики из Эль Доры дали стимул жить Присцилле, они сказали, что, когда Ван вернется, они попросят его жениться на ней. В это время Джошуа просит разрешения у Кармен,Венди и Юкико уйти помогать брату. | 13.12.2005   |
| 25 | Возвращение идиота и доспеха Остановив доспех когтявого, Рэй тем самым спас Землю от гибели на некоторое время. Саудади вернулся на Землю и встал на защиту учителя. Кармен, Венди и Юкико разработали план, чтобы вытащить Джошуа из плена. Эль Дора повержена и старики собирались было заснуть навсегда, но очнулся Карлос и напомнил им об автономном питании. Присцилла нашла в себе силы и встала. В этот прекрасный момент появился и Ван. | 20.12.2005   |
| 26 | Финал Учитель начинает драться с Ваном, предлагая обманом ему встать его сторону, так как он обещал оживить его невесту, однако Ван отказывается от его сделки, зная, что мертвых оживить уже нельзя. Ван побеждает Учителя, установка больше не работает. Вся команда празднует победу и расходится по домам. Через много лет взрослая Венди встречается с Ваном. | 27.12.2005   |

### Музыка
Открывающая тема
1. «GUNXSWORD» — Котаро Накагава

Песни в телесериале
1. «Niji no Kanata» — Сацуки Юкино (эпизод 3)
2. «La Speranza» — Хитоми (эпизоды 16, 25)

Закрывающие темы
1. «A Rising Tide» — Сюнтаро Окино (эпизоды 1-8, 10, 12-16, 18-21, 23, 25)
2. «Paradiso» — Хитоми (эпизоды 9 и 11)
3. «S.O.S» — Кикуко Иноуэ, Хоко Кувасима, Сацуки Юкино, Саэко Тиба (эпизод 17)
4. «A Rising Tide» (acoustic version) — Сюнтаро Окино (эпизод 22)
5. «Calling You» — Сюнтаро Окино (эпизод 24)
6. «GUNXSWORD» (starting again) — Котаро Накагава, Ondekoza (эпизод 26)